# مجرد عرض
مجرد عرض (Just a show)  فيلم قصير تحريكي جزائري ،إخراج مصطفى بن غرنوط  ومحمد طاهر شوقي بوكاف أنتجته شركة true art production 202.

## موضوع
يتمحور موضوعه حول التأثير الخفي لوسائل الإعلام المختلفة على توجهات وأولويات الجمهور المتلقي وحتى التدخل في الأذواق والميولات، كما تحدث الفيلم عن تأثير الصحافة الصفراء وممارسة الدعاية وفعالية وسائل التواصل الاجتماعي وبلبلة الجيل الخامس.

## تقنية الفيلم
استخدام تقنية “Stop Motion” ولكن بطريقة جديدة تمامًا مستوحاة من مسرح الظل الإندونيسي حيث يتم قص شخصيات وعرضها وتحريكها مقابل الضوء خلف شاشة نصف شفافة.و في حالة هذا الفيلم، يتم قص العناصر الصغيرة من المجلات والصحف خاصة القديمة منها التي تعود إلى فترة الثمانينات والتسعينيات و تم استخدامها كمحرك للأحداث من خلال وضعها بطريقة تخدم الموضوع بطريقة أكثر رمزية

## جوائز
- 2021 :أحسن فيلم تحريك بمهرجان اولاد تايمة الدولي للفيلم القصير بالمغرب
- 2022 : جائزة بمهرجان بوتسوانا “فارسيتي فيلم اكسبو.